# Merzse-mocsár Természetvédelmi Terület
A Merzse-mocsár Természetvédelmi Terület (vagy Merse-mocsár) egy 1977 óta helyi védettséget élvező természetvédelmi terület Rákoshegyen. A fővárosi védettségű természetvédelmi övezet tele növényritkaságokkal, gazdag madárvilággal és Budapest egyik legháborítatlanabb vizes élőhelye. A Ferihegyi Repülőteret és Vecsést elkerülő csatornarendszer köti össze a Gyáli-patak vízgyűjtő területével.

## Fekvése
A Pesti-hordalékkúpsíkságon, Budapest XVII. kerületében, a Budapest Liszt Ferenc nemzetközi repülőtér északi oldalán, az ecseri szántóföldektől és logisztikai telepektől nyugatra, Rákoshegy zártkerti telkeitől pedig keletre terül el. Közösségi közlekedéssel közvetlenül nem érhető el, a rákoskerti vasúti megállótól déli irányban, mintegy 10-15 percnyi sétával közelíthető meg a repülőtér irányában elindulva.

## Jellege
A vízáteresztő kavics és felső pliocén homok, iszapos homok rétegekre települt a napjainkban is képződő öntésiszap, öntésagyag. Ezek a fiatal ártéri üledékek képzik azt a vékony vízzáró réteget, amely lehetővé teszi a felszíni vízfelület megmaradását. Az így kialakult és folyamatosan képződő ártéri üledék speciális agyagteknőt képez a völgyfenéken. A mocsárban úszólápok alakultak ki, amelyek a vízszint-ingadozásokra rendkívül érzékenyek.

## A mocsár
Budapest XVII. kerületében található a 27 hektáron elterülő Merzse-mocsár, mely Budapest közigazgatási határain belül az egyik legháborítatlanabb vizes élőhely; négy harasztfaj, százharmincegy kétszikű és ötvenegy egyszikű növényfaj, valamint tizenegy madárfaj, köztük a Magyarországon védett szürke gém és vörös vércse otthona; természetvédelmi terület.
A Merzse-mocsár a főváros néhány még meglévő vizes élőhelye közül a pesti oldalra egykor jellemző mocsaras területek egyik utolsó megmaradt túlélője.
A mocsárban megtalálható a magas sásos, a nádas, a bokorfüzes, a fűz-nyár ligeterdő és a száradó kékperjés láprét is, több védett növény- és madárfaj is honos itt.
A területen több pár barna rétihéja költ rendszeresen. Különböző nádi és vízimadarak, mint a barkóscinege, a nádirigó, a vízityúk, a bölömbika, valamint egyéb nádiposzáta- és récefajok egyaránt megtalálhatóak itt. A madarakon kívül fellelhetőek különböző békafajok (erdei béka, barna varangy, barna ásóbéka, zöld levelibéka), vízisikló és mocsári teknős is, utóbbiból itt él a legtöbb a fővárosban. A mocsarat körülvevő réten, bokorfüzesben és fűz-nyár ligeterdőben más madarak is megfigyelhetőek, mint például a gyurgyalag, a kakukk, a sárgarigó, a búbos banka, a tövisszúró gébics, a fülemüle, a karvaly, az egerészölyv vagy akár a vörös vércse is. Nagyszámú fácán, és fogoly is él itt. A többféle vadászható faj (fácán, fogoly, nyúl, őz, vörös róka) mellett a védett menyét is látható.
Területe a 19. század eleje óta folyamatosan zsugorodik, a mocsár szabad vízfelülete napjainkban csupán néhány száz négyzetméteres, ami töredéke a nyolcvanas években leírtaknak, mely szintén csak töredéke eredeti méreteinek. Ez tulajdonítható az elmúlt évtizedek általános aszályos időjárásának csakúgy, mint a terület és környezete átalakításának (repülőtéri építkezések, vízelvezető árkok létesítése a mezőgazdasági területeken, csatornázottság bővülése, amelyek jelentős vízmennyiséget vontak el a vízgyűjtő területről).
A Merzse-mocsár rehabilitációjának (1991–2003) köszönhetően ez a folyamat mára megállt, területe nem fogy tovább, élővilága biztonságba került.

## Galéria

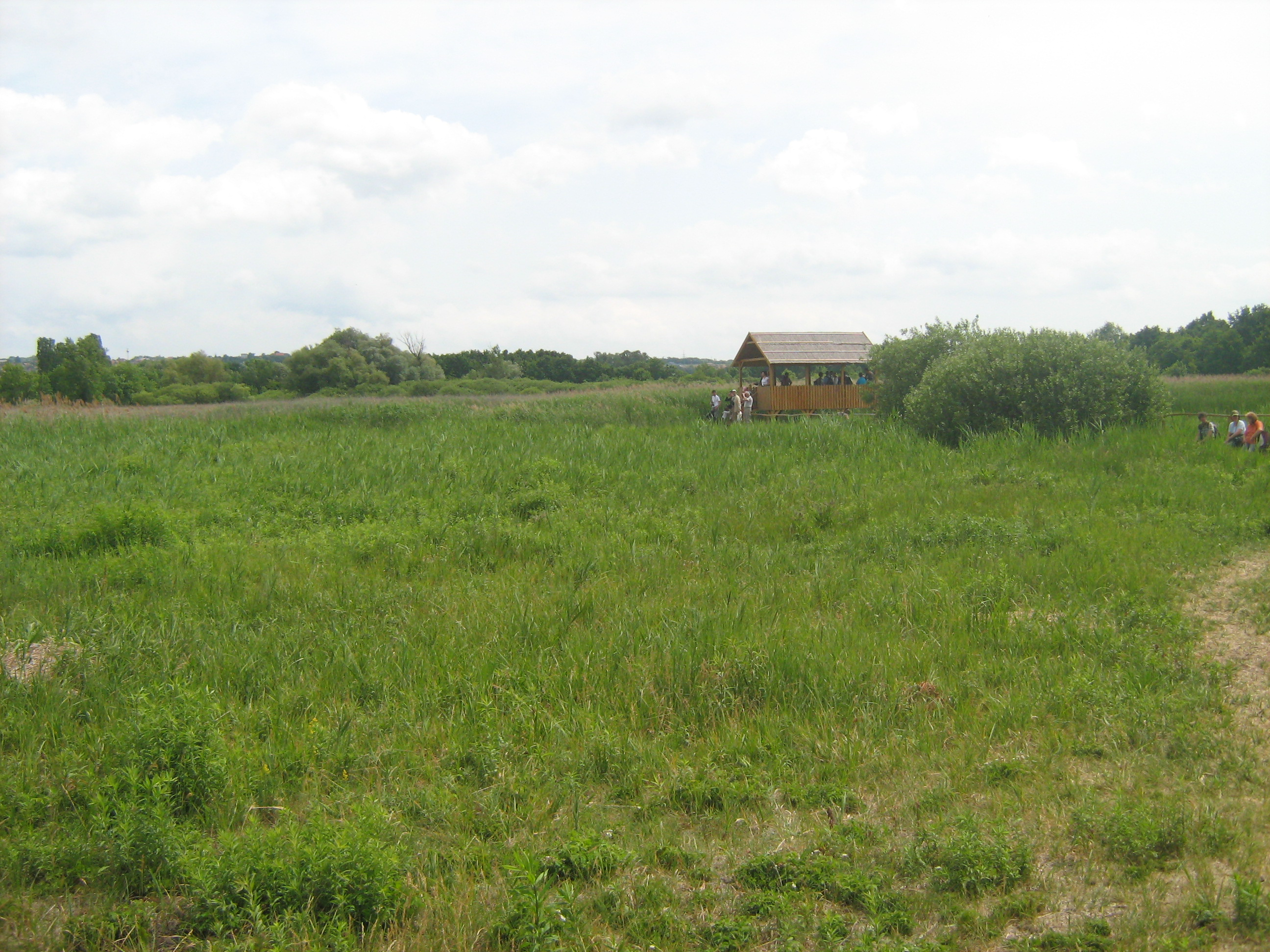
A mocsár melletti rész az azóta elbontott madárvártával
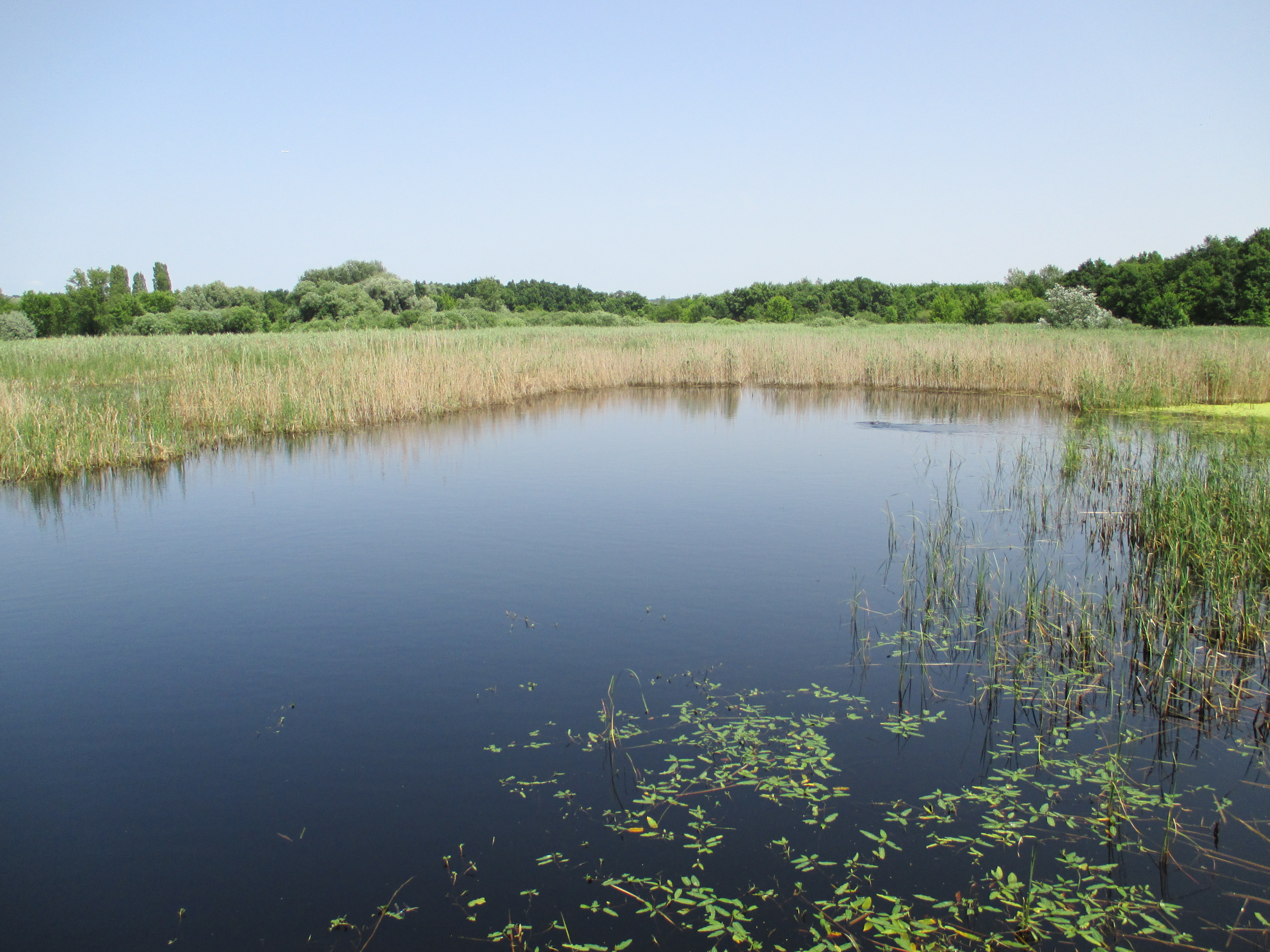
A mocsár vize
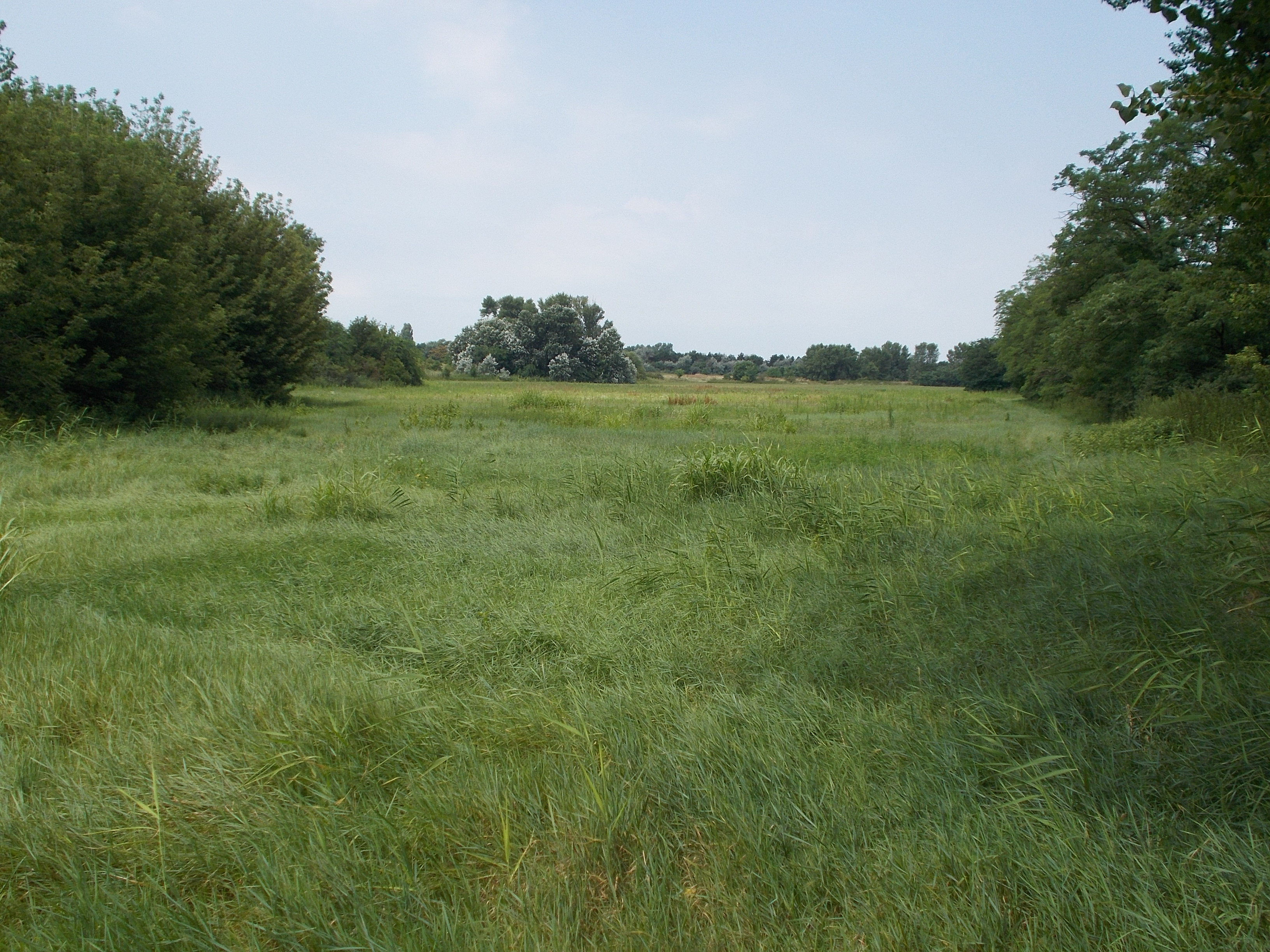
Védő erdősávok
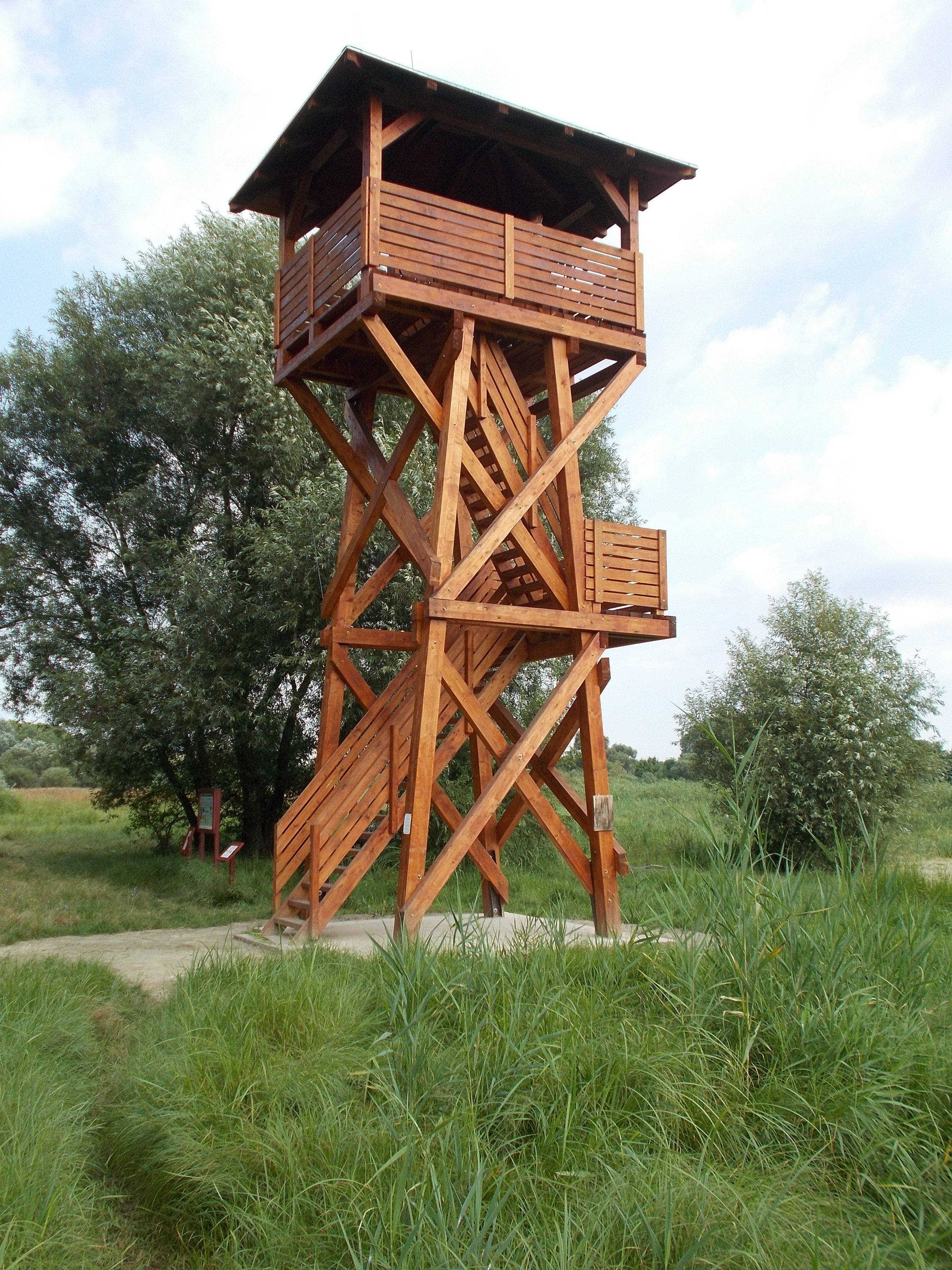
A 2015-ben épült madármegfigyelő kilátó